# 陈济
陳濟（1363年—1424年），字伯載，武進（今常州）人，明朝史學家。

## 生平
自幼聰慧，讀書過目成誦，時稱“兩腳書櫥”。以布衣身份，任《永樂大典》正總裁，“发凡起例，区分钩考，秩然有法。执笔者有所疑，辄就济质问，应口辨析无滞。”永乐五年（1407年）冬書成，授官右春坊左贊，於朝中讲学十五年，五皇孙皆从受经。终身危坐，手不释卷。永乐二十二年（1424年）病逝。著有《书传补》、《元史举要》、《通鉴纲目集览正误》《思斋集》等。

## 家族
弟陳洽。